# En materia de pescado
En materia de pescado es una serie de televisión mexicana producida y transmitida por el canal Once TV México para su barra «Once original». La serie se estrenó el 8 de julio de 2011, y se transmite todos los viernes a las 7:45 p. m., con repetición los domingos a las 6:00 p. m.. Se trata de una producción televisiva sobre gastronomía que busca poner en el mismo nivel de importancia la comida popular callejera y la alta cocina, tomando a ambas como un reflejo de la historia de los pueblos y sus barrios. 
Los programas se realizan combinando los estilos narrativos reality y documental para crear un formato conocido como docu-reality. Esto es, trabajo de investigación previo y grabación cámara en mano, siempre en locaciones, nunca en sets, haciendo uso de iluminación natural para tratar de captar el contexto en su sentido más real posible. Cada capítulo tiene una duración de 26 minutos.
Las emisiones tienen como conductores al actor mexicano Daniel Giménez Cacho y al analista y activista político Marco Rascón Córdova creador del personaje popular conocido como Superbarrio Gómez.
En cada capítulo, Daniel y Marco exploran las diversas manifestaciones gastronómicas de la Ciudad de México.
A manera de metáfora, Marco y Daniel simulan ser pescadores que navegan por un archipiélago imaginario para descubrir historias de vida, migraciones humanas, recetas gastronómicas y platillos populares a través de diversas zonas de la ciudad. Con el pretexto de comer, de hacer comida y de buscar comida, exploran las posibles definiciones de la identidad mexicana. El crítico mexicano de televisión Álvaro Cueva del diario Milenio lo reseñó como un programa que proyecta la infinita riqueza de los barrios del Distrito Federal.
El 9 de noviembre de 2011 dio inicio la transmisión del programa por la señal internacional de Once TV México.

## Antecedentes

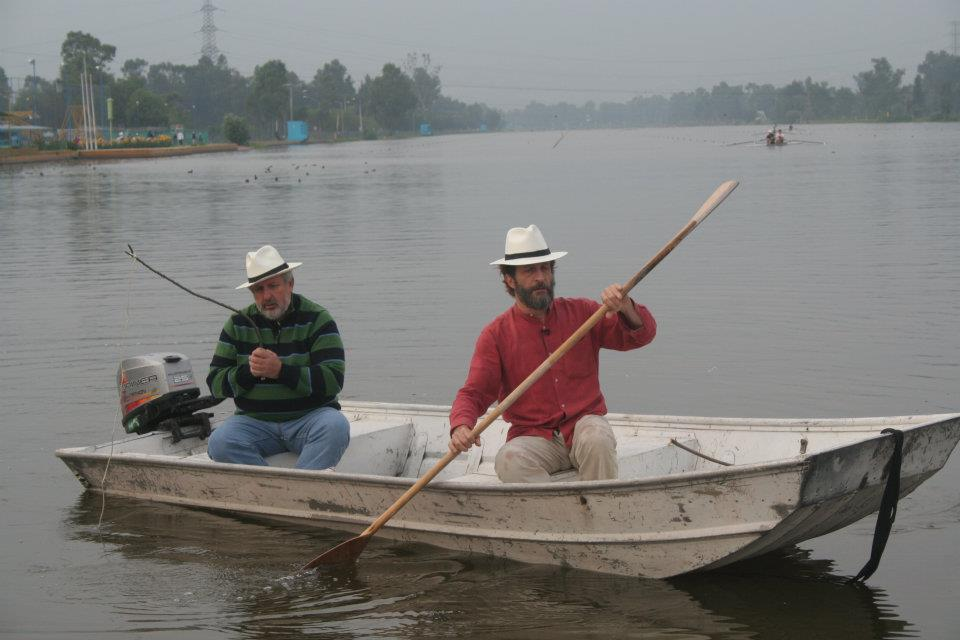
Daniel Giménez Cacho y Marco Rascón en locación TV serie En materia de pescado al sur de la Ciudad de México en el canal de Cuemanco.

A partir del Tratado de Libre Comercio entre México, Estados Unidos y Canadá a principios de la década de 1990, el rostro de la Ciudad de México ha ido cambiando paulatinamente, respondiendo gradualmente a las necesidades de este nuevo orden económico y mundial. En el ámbito global se da un fenómeno migratorio que va reedificando ciudades cada vez más cosmopolitas. La Ciudad de México es parte de este fenómeno, es el sitio de llegada, desde hace más de medio siglo, de argentinos, chilenos, uruguayos y españoles, sin embargo, desde mediados de la década de 1990, llegaron a esta ciudad colombianos, cubanos, coreanos, japoneses, chinos, buscando establecerse permanentemente. La ciudad adquiere nuevos rasgos, los migrantes traen consigo sus recuerdos y sus cocinas a cuestas. Podemos hablar entonces del entrecruzamiento de muchos estilos de cocinar, de una cultura efervescente de la gastronomía mundial reflejada en la Ciudad de México, y a la que la cocina mexicana ha dado importantes aportes.
La Ciudad de México es además el centro de la producción nacional. Un país centralizado en una ciudad capital principal, receptora de gente proveniente de todos los estados que vienen a buscar residencia y trabajo. El resultado de estas diásporas se refleja en las opciones gastronómicas que se pueden encontrar en cada esquina.
La suma de estos elementos llevó a Marco Rascón y a la escritora Jimena Gallardo a imaginar la ciudad como un puerto de anclaje de historias, gente, especias, olores y sabores. Una ciudad alguna vez rodeada de agua y que, a través de los siglos, sigue caracterizándose por ser receptora cultural de numerosos pueblos. Jimena Gallardo y el productor Andrés Solano sentaron las bases de un programa de gastronomía que representara a la gente y sus historias de vida, a través de sus cocinas y sus platos. Por su parte, Daniel Giménez Cacho, a pesar de ser un actor que a lo largo de su carrera ha tenido muy poca participación en proyectos de televisión, se unió a este equipo convencido de que dialogar sobre comida es equivalente a hablar de sobrevivencia, y de migraciones humanas. El interés que el actor tiene por el fenómeno social y su afición personal por la cocina, fueron los elementos que lo convencieron de ser parte del proyecto, además de tener una amistad con Marco Rascón, con quien comparte posturas en torno a los rezagos sociales y la desigualdad que prevalece en México.
Marco Rascón ha sido uno de los activistas de izquierda más activos del país. Su afición por la gastronomía nace cuando, siendo preso político entre 1972 y 1975, se hace cargo de la cocina del reclusorio. Después de varios tratamientos sobre las secciones que conformarían este programa y sobre su forma narrativa, nació el título y el formato final. Se decide elaborar una metáfora en la que se imagina a la Ciudad de México como un puerto marítimo, invitando al público a despertar en torno a una abundancia que lo circunda y que pocas veces explora. El artista visual Chiaki Toda con el personaje de su invención Ruta Libre, un luchador enmascarado que maneja un taxi y que conoce los mejores antojos callejeros, se unió al equipo convirtiéndose en el guía culinario de estos personajes durante la primera temporada. Ya en la segunda temporada desapareció este personaje y en su lugar participaron taxistas auténticos.
El proyecto fue presentado al Canal Once en octubre de 2010 y nueve meses después, el 8 de julio de 2011, se transmitió el primer capítulo de la serie.

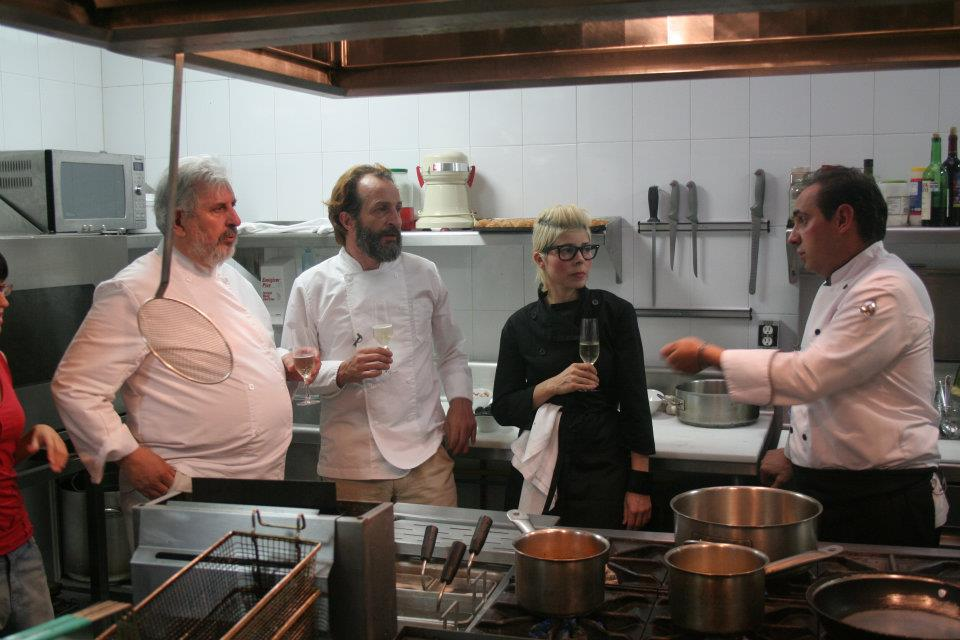
Daniel Giménez Cacho, Marco Rascón, la cantante Ely Guerra y el chef italiano Humberto Fregoni en locación TV serie En materia de pescado en el restaurante Cabiria de la colonia Roma, Ciudad de México.

## Estructura
Cada capítulo tiene una estructura de 4 secciones:

### Inicio
El invitado del día ofrece una reflexión sobre diversos aspectos relacionados con la vida en la Ciudad de México. El ambulantaje, las migraciones históricas que han cruzado y permanecido en la ciudad, el México antiguo, los barrios y su sobrevivencia, etc., son algunos de los temas que se analizan de manera breve y que dan pie al inicio de la travesía de cada capítulo.

### Hora del antojo
La gastronomía popular y sus creadores. Aquí Marco y Daniel se dan a la tarea de recorrer las calles del Distrito Federal en busca del antojo urbano, mientras van caminando, van mostrando la ciudad, hablando de ella, hasta llegar a su meta, el puesto callejero. En este andar van trazando una geografía ciudadana del gusto y tienen encuentros con cocineros populares a ras de calle.

### Hora del mercado
La búsqueda de los ingredientes en los principales mercados de la ciudad. Aquí los conductores recorren los pasillos de los centros de abasto y conviven con sus protagonistas, migrantes de la república en busca del cliente local. Marco, Daniel y sus invitados visitan juntos estos lugares y escogen a la vista diversos ingredientes que más tarde se convertirán en platillos, algunos hechos con la intuición, otros con la experiencia y otros con la receta heredada. 

### Hora de la cocina
La elaboración en equipo de los ingredientes al lado de chefs internacionales que abren sus cocinas a la experimentación, a la deconstrucción y a la preparación de recetas. Aquí Marco, Daniel y sus invitados tienen un encuentro con los principales chefs de la ciudad, que aportan una visión más académica del fenómeno gastronómico local.

### Epílogo
La degustación de los resultados. Los platos se disponen en una mesa, alrededor de ella Marco, Daniel, invitados, chefs, asistentes de cocina, equipo de producción, comparten todas y cada una de las creaciones. Degustan, prueban, se expresan, divagan, ríen, los momentos se van congelando en fotografías, estampas lúcidas del momento final de esta aventura que dan pie al rol de créditos finales.